# Bohusze Małe
Bohusze Małe (lit. Mažieji Baušiai) − wyludniona wieś na Litwie, w rejonie solecznickim, 1 km na północny wschód od Solecznik. Przed II wojną światową w Polsce, w powiecie wileńsko-trockim województwa wileńskiego.